# Trichoscarta centrodes
Trichoscarta centrodes är en insektsart som beskrevs av Jacobi 1905. Trichoscarta centrodes ingår i släktet Trichoscarta och familjen spottstritar. Inga underarter finns listade i Catalogue of Life.